# Hiperplan de la infinit
În geometrie orice hiperplan H din spațiul proiectiv⁠(d) P poate fi considerat un hiperplan de la infinit. Atunci complementul mulțimii P ∖ H este numit spațiul afin. De exemplu, dacă (x1, ..., xn, xn+1) sunt coordonatele omogene din spațiul proiectiv n-dimensional, atunci ecuația xn+1 = 0 definește un hiperplan de la infinit pentru spațiul afin n-dimensional cu coordonatele (x1, ..., xn). H mai este numit și hiperplanul ideal.
Similar, pornind de la un spațiu afin A, fiecare clasă de drepte  paralele poate fi asociată cu un punct de la infinit. Reuniunea tuturor claselor de paralele constituie punctele hiperplanului de la infinit. Adăugarea punctelor acestui hiperplan (numite puncte ideale) la A îl transformă într-un spațiu proiectiv n-dimensional, cum ar fi spațiul proiectiv real RPn.
Prin adăugarea acestor puncte ideale, întregul spațiu afin A este completat într-un spațiu proiectiv P, care poate fi numit finalizarea proiectivă a lui A. Fiecare subspațiu afin S din A este completat cu un subspațiu proiectiv din P prin adăugarea la S a tuturor punctelor ideale corespunzătoare direcțiilor dreptelor cuprinse în S. Subspațiile proiective rezultate sunt deseori numite "subspații afine" ale spațiului proiectiv P, spre deosebire de subspațiile de la infinit sau ideale, care sunt subspațiile hiperplanului de la infinit (totuși, acestea sunt spații proiective, nu spații afine).
În spațiul proiectiv, fiecare subspațiu proiectiv de dimensiune k intersectează hiperplanul ideal într-un subspațiu proiectiv de la infinit a cărui dimensiune este k − 1.
O pereche de hiperplane afine care nu sunt paralele se intersectează într-un subspațiu afin de dimensiune n − 2, dar o pereche paralelă de hiperplane afine se intersectează într-un subspațiu proiectiv a hiperplanului ideal (intersecția se află în hiperplanul ideal). Astfel, hiperplanele paralele, care nu s-au intersectat în spațiul afin, se intersectează în completarea proiectivă datorită adăugării hiperplanului de la infinit.